# Patrick Braunhofer
Patrick Braunhofer (* 19. April 1998 in Cavalese im Trentino) ist ein italienischer Biathlet. Er gewann 2016 eine Bronzemedaille bei den Olympischen Jugendspielen und startet seit 2019 im Weltcup. 2025 wurde er Europameister in der Verfolgung.

## Sportliche Laufbahn

### Erfolge auf Juniorenebene
Patrick Braunhofers erste internationale Erfahrungen kamen mit der Teilnahme an den Olympischen Jugendspielen in Lillehammer. Dort lief er in Sprint und Verfolgung in die Top 10 und gewann mit der Mixedstaffel die Bronzemedaille. Im Jahr darauf nahm er erstmals an Jugendweltmeisterschaften teil, bevor es Anfang 2018 bei den Junioreneuropameisterschaften, erneut im Mixedteam, den Silberrang zu feiern gab. Zu Beginn des Winters 2018/19 gelang dem Südtiroler dann in der Lenzerheide sein erster IBU-Junior-Cup-Sieg, woraufhin er vier Tage später in Obertilliach sein Debüt im IBU-Cup der Senioren gab und mit einem 17. Rang sofort überzeugen konnte. Nach weiteren Top-20-Ergebnissen gab Braunhofer im Januar 2019 sein Weltcupdebüt und wurde 87. des Sprints von Ruhpolding. Im Staffelrennen der Juniorenweltmeisterschaften gewann der Italiener ein weiteres Mal Bronze, bevor er sein EM-Debüt gab und zum Ende des Winters in Martell als Sechster des Sprints erstmals die Top 10 im IBU-Cup erreichte.
Die Saison 2019/20, die Patrick Braunhofer zu großen Teilen im IBU-Cup bestritt, brachte hingegen keine guten Ergebnisse, einziger Lichtblick war seine erste Einzelmedaille, die der Italiener im März bei den Junioreneuropameisterschaften auf der Pokljuka gewann. Ende 2020 war er zunächst Teil der Weltcupmannschaft und stellte mit Rang 70 im Einzel von Kontiolahti sein damals bestes Resultat auf, wurde aber nach gesamt vier Rennen wieder in den IBU-Cup versetzt. Gut verliefen die Europameisterschaften, wo es mit der Mixedstaffel auf Rang fünf ging. Im September des Jahres wurde Braunhofer auf Skirollern hinter Lukas Hofer italienischer Vizemeister im Einzel. Sein erstes Podest auf der zweithöchsten Ebene erzielte der Südtiroler im Dezember 2021 an der Seite von Rebecca Passler in der Single-Mixed-Staffel, ein weiteres verpasste er mit Martina Trabucchi im März des Folgejahres knapp. Im Gesamten stimmten in dieser Saison auch die Einzelergebnisse, nach drei Top-10-Resultaten und weiteren Wertungspunkten beendete er den Winter auf Platz 13 der IBU-Cup-Rangliste.

### Etablierung im Weltcup und EM-Titel

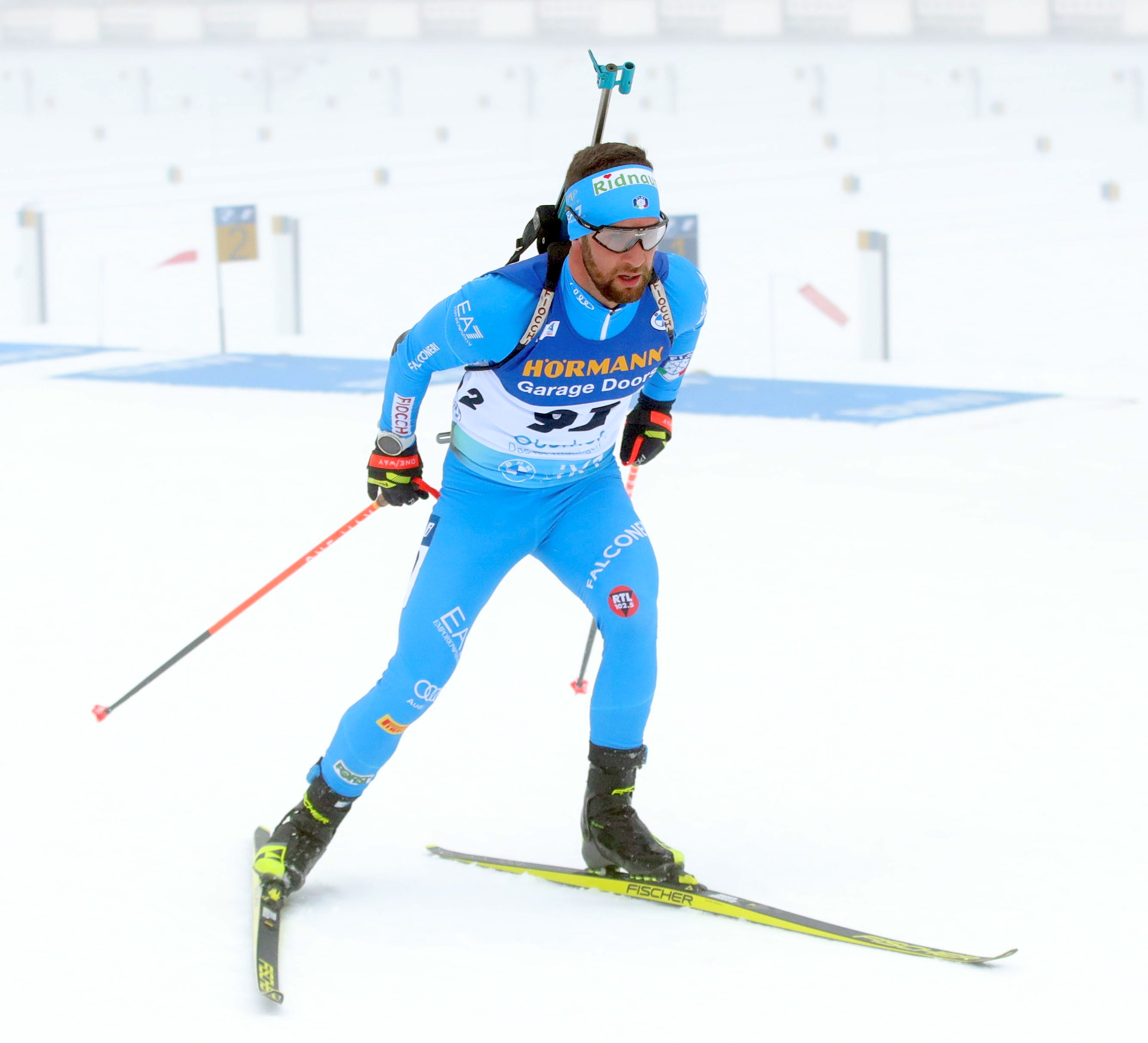
Braunhofer bei der WM 2023

2022/23 war Braunhofer wieder von Beginn an in der Weltcupmannschaft und pulverisierte seine bisherige Bestleistung im eröffnenden Einzel von Kontiolahti mit Rang 24, womit er bester Italiener war. Zudem lief er erstmals in einer Weltcupstaffel, das ersatzgeschwächte Team schaffte es am Ende aber nur auf Rang 15 von 20 Teams. Auch für den Rest des Kalenderjahres war der Südtiroler eingeplant, verpasste die Rennen aber aufgrund einer Erkältung. Auf der Pokljuka gab es in Sprint und Verfolgung weitere Weltcuppunkte, während er bei den folgenden beiden Staffeln mit Didier Bionaz und Tommaso Giacomel sowie Daniele Cappellari respektive Elia Zeni auf den fünften Rang lief. Bei den Weltmeisterschaften startete der Italiener in Sprint und Verfolgung. Zum Ende der Saison unterbot er seine Karrierebestleistung erneut und wurde 19. des Einzels von Östersund, womit er sich auch für seinen ersten Massenstart qualifizierte und diesen als 28. abschloss. Den Winter schloss er als 54. der Rangliste und damit drittbester Italiener ab, bei den nationalen Meisterschaften entschied Braunhofer an der Seite Hannah Auchentallers das Single-Mixed-Rennen für sich.
Im Winter 2023/24 lief Braunhofer insgesamt acht Mal die Punkteränge, kam aber über einen 30. Rang als Bestergebnis nicht hinaus. Dabei konnte er sich immer wieder auf seine Stärke am Schießstand verlassen und die Defizite im läuferischen Bereich ausgleichen. Bei den Weltmeisterschaften kamen keine besonderen Ergebnisse zustande, beim Herrenstaffelwettkampf von Soldier Hollow, Utah hingegen gelang dem Südtiroler an der Seite von Tommaso Giacomel, Didier Bionaz und Lukas Hofer mit Rang zwei seine erste Podestplatzierung im Weltcup. In der Folgesaison erreichte er in fünf Weltcuprennen die Punkteränge, konnte seine Vorjahresleistungen allerdings nicht unterbieten. Eine Überraschung gelang ihm bei den Europameisterschaften, die in Martell in seiner Heimat Südtirol ausgetragen wurden. Nach Rang sechs im Einzel schloss Braunhofer den Sprint auf Rang 16 ab. Trotz dieses Rückstandes gelang es ihm im zugehörigen Verfolgungswettkampf, alle zwanzig Scheiben zu treffen und sämtliche vor ihm gestarteten Athleten zu überholen. Damit krönte er sich mit 22 Sekunden Vorsprung auf Isak Frey erstmals zum Europameister.

## Persönliches
Braunhofer lebt in Ridnaun.

## Statistiken

### Weltcupplatzierungen
Die Tabelle zeigt alle Platzierungen (je nach Austragungsjahr einschließlich Olympische Spiele und Weltmeisterschaften).
- 1.–3. Platz: Anzahl der Podiumsplatzierungen
- Top 10: Anzahl der Platzierungen unter den ersten zehn (einschließlich Podium)
- Punkteränge: Anzahl der Platzierungen innerhalb der Punkteränge (einschließlich Podium und Top 10)
- Starts: Anzahl gelaufener Rennen in der jeweiligen Disziplin
- Staffel: inklusive Mixed- und Single-Mixed-Staffeln

| Platzierung               | Einzel | Sprint | Verfolgung | Massenstart | Staffel | Gesamt |
| ------------------------- | ------ | ------ | ---------- | ----------- | ------- | ------ |
| 1. Platz                  |        |        |            |             |         |        |
| 2. Platz                  |        |        |            |             | 1       | 1      |
| 3. Platz                  |        |        |            |             |         |        |
| Top 10                    |        |        |            |             | 4       | 4      |
| Punkteränge               | 3      | 5      | 4          | 1           | 6       | 19     |
| Starts                    | 7      | 16     | 6          | 1           | 6       | 36     |
| Stand: Saisonende 2023/24 |        |        |            |             |         |        |

### Weltcupwertungen
Ergebnisse bei Weltcups (Disziplinen- und Gesamtweltcup) gemäß Punktesystem.
| Saison  | Einzel | Einzel | Sprint | Sprint | Verfolgung | Verfolgung | Massenstart | Massenstart | Gesamt | Gesamt |
| Saison  | Platz  | Punkte | Platz  | Punkte | Platz      | Punkte     | Platz       | Punkte      | Platz  | Punkte |
| ------- | ------ | ------ | ------ | ------ | ---------- | ---------- | ----------- | ----------- | ------ | ------ |
| 2022/23 | 27.    | 39     | 81.    | 05     | 73.        | 05         | 44.         | 6           | 54.    | 55     |
| 2023/24 | 59.    | 05     | 52.    | 26     | 44.        | 33         | –           | –           | 49.    | 64     |
| 2024/25 | 63.    | 02     | 75.    | 05     | 74.        | 01         | –           | –           | 82.    | 08     |

### Biathlon-Weltmeisterschaften
Ergebnisse bei den Weltmeisterschaften:
| Weltmeisterschaften | Weltmeisterschaften | Einzelwettbewerbe | Einzelwettbewerbe | Einzelwettbewerbe | Einzelwettbewerbe | Staffelwettbewerbe | Staffelwettbewerbe | Staffelwettbewerbe |
| Jahr                | Ort                 | Einzel            | Sprint            | Verfolgung        | Massenstart       | Herrenstaffel      | Mixedstaffel       | S.-M.-Staffel      |
| ------------------- | ------------------- | ----------------- | ----------------- | ----------------- | ----------------- | ------------------ | ------------------ | ------------------ |
| 2023                | Oberhof             | –                 | 50.               | 46.               | –                 | –                  | –                  | –                  |
| 2024                | Nové Město          | –                 | 52.               | 48.               | –                 | –                  | –                  | –                  |

### Jugend-/Juniorenweltmeisterschaften
Braunhofer nahm 2017 an den Jugend-, ab 2018 an den Juniorenwettkämpfen teil.
| Weltmeisterschaften | Weltmeisterschaften | Einzelwettbewerbe | Einzelwettbewerbe | Einzelwettbewerbe | Herrenstaffel |
| Jahr                | Ort                 | Einzel            | Sprint            | Verfolgung        | Herrenstaffel |
| ------------------- | ------------------- | ----------------- | ----------------- | ----------------- | ------------- |
| 2017                | Osrblie             | 11.               | 7.                | 12.               | 4.            |
| 2018                | Otepää              | 37.               | 19.               | 12.               | 4.            |
| 2019                | Osrblie             | 8.                | 33.               | 20.               | 3.            |
| 2020                | Lenzerheide         | 21.               | 36.               | 34.               | DSQ           |

### IBU-Cup-Siege
| Nr. | Datum        | Ort          | Disziplin  |
| --- | ------------ | ------------ | ---------- |
| 1.  | 1. Feb. 2025 | Martell (EM) | Verfolgung |

### Junior-Cup-Siege
| Nr. | Datum         | Ort         | Disziplin |
| --- | ------------- | ----------- | --------- |
| 1.  | 15. Dez. 2018 | Lenzerheide | Einzel    |